# Jozef Tomko
Jozef Tomko, slovaški rimskokatoliški duhovnik, škof in kardinal, * 11. marec 1924, Udavské, Slovaška, † 8. avgust 2022, Rim.

## Življenjepis
12. marca 1949 je prejel duhovniško posvečenje. 
12. julija 1979 je bil imenovan za naslovnega nadškofa Dokleje in postal je uradnik v Rimski kuriji; 15. septembra istega leta je prejel škofovsko posvečenje.
24. aprila 1985 je postal proprefekt Kongregacije za evangelizacijo narodov.
25. maja 1985 je bil povzdignjen v kardinala in imenovan za kardinal-diakona Gesù Buon Pastore alla Montagnola. Čez dva dni je postal prefekt kongregacije za evangelizacijo narodov.
Poleg takatnega praškega kardinala Františka Tomáška je postal drugi češkoslovaški kardinal in prvi kardinal slovaškega rodu po skoraj 60 letih.
29. januarja 1996 je bil povišan v kardinala-duhovnika S. Sabina.
Upokojil se je 9. aprila 2001.
Od oktobra 2001 do oktobra 2007 je bil še predsednik papeškega odbora za mednarodne evharistične kongrese.